# Profilazione forense
La profilazione forense è un metodo di scienza forense per determinare un profilo personale al fine di rilevare informazioni utili in un procedimento penale.

## Caratteristiche
La profilazione forense non deve essere confusa con quella criminale che è limitata esclusivamente agli autori di reati. La profilazione forense, in particolare, potrebbe riferirsi a pratiche di profilazione in generale, ovvero al processo di scoperta delle correlazioni tra i dati presenti in archivio che possono essere utilizzati per identificare e rappresentare un soggetto umano o non umano (individuale o di gruppo), e l'applicazione dei profili per individuare e rappresentare un soggetto come membro di un'organizzazione..
Le informazioni, comunque, non sono solo limitate al processo ma possono rivelarsi utili in un ampio ventaglio di occasioni quali, ad es., nell'investigazione, nell'intelligence, nella sorveglianza e nell'analisi della minaccia.

## Metodologia
La profilazione forense è di solito condotta utilizzando determinate tecnologie tramite le quali è possibile produrre modelli rilevanti e generare adeguati profili da una grande quantità di dati. Una distinzione di tipi di profilo che è usata in un dato contesto è necessario prima di valutare le applicazioni e le tecniche di rilevazione per la profilazione.
I dati accessibili alle forze di polizia sono suddivisi in due grandi categorie:
- Dati nominali che servono a individuare persone o cose e le loro relazioni (recidiva, intelligence, sospetti, file nascosti, etc.). Tali atti possono anche essere rilevati nel corso di investigazioni speciali, ad es. nelle liste delle utenze contenute in una cellula o in una carta SIM durante un certo periodo di tempo, una lista di persone che corrispondono ad un certo profilo o dei dati ottenuti dalla vigilanza;
- Dati criminali che consistono in informazioni che risultano dalla criminalità quali, ad es., tracce ematiche, reperti provenienti dalla scena del crimine, informazioni o testimonianze verbali, dati digitali così come sono ricostruiti nella descrizione dei casi (modus operandi, intervalli di tempo, durata e locazione) e le loro relazioni.

Sono metodi di indagine:
- DNA profiling: utilizzato per l'identificazione di individui sulla base del rispettivo DNA.
- Immagine forense del DNA: si riferisce alla fonte e all'identificazione basata su specifiche tecnologie di immagine digitale e il modo per verificare l'integrità e la validità di quelle caratteristiche[6].
- Profilazione di sostanze: si riferisce all'estrazione sistematica e alla detenzione di attributi chimici di sostanze confiscate in modo da ottenere indicazioni sulla produzione e sulla distribuzione delle stese, nonché la misura e l'evoluzione del mercato della droga[7].
- Profilazione dell'utente (informatica): si riferisce all'analisi di tracce digitali che le persone lasciano quando usano i computer.
- Profilazione criminale: ossia la profilazione psicologica del criminale.

## Impiego ed utilizzo
L'utilizzo delle tecniche di profilazione rappresentano una minaccia per la privacy personale e per la protezione dei diritti di libertà individuali. I dati, quindi, che servono a combattere la criminalità, spesso consistono in dati personali. Uno dei problemi più attuali è il riutilizzo di tali dati nelle indagini per casi giudiziari diversi da quello per il quale sono stati rilevati.
Diversi metodi sono impiegati di tipo tecnico, legale e comportamentale ai fini della profilazione. In Europa, ad es., la convenzione per i diritti umani fornisce un certo numero di strumenti di tutela individuale con la garanzia della Automatic Processing of Personal Data.